# 김수남 (1943년)
김수남(1943년 3월 31일 ~ )은 대한민국의 정치인이다. 제32·33·34대 예천군수를 역임했다.

## 학력
- 예천서부국민학교 (졸업)
- 예천중학교 (졸업)
- 예천농림고등학교 (졸업)

## 역대 선거 결과
|  | 40.4% |

|  | 49.61% |

|  | 51.40% |

|  | 57.91% |

|  | 58.60% |